# Cukrzyca typu MODY
Cukrzyca typu MODY (MODY – akronim od ang. Maturity Onset Diabetes of the Young) – grupa rzadkich i uwarunkowanych genetycznie postaci cukrzycy, których objawy pojawiają się u osób w wieku 15–35 lat, a ich przebieg kliniczny jest zbliżony do cukrzycy typu 2. W przeciwieństwie do typu 1, który zawsze wymaga przyjmowania insuliny, chorzy z MODY często mogą przyjmować leki doustne. Stanowią 1–5% wszystkich przypadków cukrzycy.

## Rozpoznanie i patogeneza
Chociaż u dzieci i młodzieży zdecydowanie przeważa cukrzyca typu 1 na tle autoimmunologicznym, a także coraz częściej występujące w tej grupie wiekowej przypadki cukrzycy typu 2, to można wyróżnić też odmienne od nich przypadki cukrzycy dziedziczonej monogenowo – w tym cukrzycę typu MODY.
Cukrzycę typu MODY można podejrzewać jeśli:
- występuje w młodym wieku zazwyczaj w drugiej lub trzeciej dekadzie życia
- występuje w rodzinach w kolejnych pokoleniach dziedziczona autosomalnie dominująco
- klinicznie charakteryzuje się stosunkowo łagodnym przebiegiem w porównaniu z cukrzycą typu 1
- u chorego nie występuje otyłość
- występuje hipoinsulinemia (niski poziom insuliny we krwi)
- nie występuje insulinooporność.

Cukrzyca typu MODY dziedziczona jest autosomalnie dominująco i związana jest z mutacjami genów, których ekspresja ma miejsce w komórkach β (beta) trzustki, co powoduje zaburzenia w wydzielaniu przez nie insuliny. Choroba występuje równie często u kobiet jak u mężczyzn. Prawdopodobieństwo odziedziczenia przez potomstwo jeżeli u jednego z rodziców występuje ta mutacja wynosi 50% zarówno u potomków płci męskiej, jak i żeńskiej.
Ze względu na rodzaj mutacji wyróżnia się obecnie 11 typów choroby:
| Nazwa   | Gen | Inne zaburzenia | Lokalizacja mutacji                  | Częstość                                                                          | Początek choroby                                                                | Leczenie                                                                                            |
| ------- | --- | --- | ------------------------------------ | --------------------------------------------------------------------------------- | ------------------------------------------------------------------------------- | --------------------------------------------------------------------------------------------------- |
| MODY 1  | odkryty w 1996 roku defekt syntezy HNF4-α (Hepatocyte Nuclear Factor – hepatocytowy czynnik jądrowy) | obniżone stężenie w surowicy: trójglicerydów, apolipoprotein AII i CII i lipoproteiny Lp(a)                                                                               | gen HNF4A – chromosom 20             | rzadka                                                                            | dojrzewanie lub wczesna dojrzałość                                              | dla większości – pochodne sulfonylomocznika doustnie; insulina dla niektórych                       |
| MODY 2  | najlepiej poznana postać, spowodowana mutacją genu dla glukokinazy (chromosom 7), enzymu przekształcającego glukozę w glukozo-6-fosforan. Wskutek mutacji wyższe glikemie są konieczne do pobudzenia prawidłowej sekrecji insuliny. Cechuje ją łagodny przebieg bez tendencji do kwasicy i ketozy. | upośledzenie wątrobowej syntezy glikogenu, zwiększenie wątrobowej glukoneogenezy i jej upośledzenie jej zahamowania przy hiperglikemii, niska masa urodzeniowa noworodków | gen GCK – chromosom 7                | druga najczęstsza postać MODY, MODY 2 i 3 stanowią 2/3 wszystkich przypadków MODY | możliwa umiarkowana hiperglikemia przy urodzeniu; inaczej – wczesne dzieciństwo | dieta i ćwiczenia; lekarstwa zazwyczaj niepotrzebne; niektórzy nie wymagają leczenia w dzieciństwie |
| MODY 3  | najczęstsza postać MODY, mutacja w genie czynnika transkrypcyjnego dla HNF1-α, cechuje się dużą wrażliwością na leczenie pochodnymi sulfonylomocznika | tubulopatia, duża wrażliwość na działanie pochodnych sulfonylomocznika, wady rozwojowe układu moczowo-płciowego                                                           | gen TCF1 (syn. HNF1A) chromosom 12   | najczęstsza postać MODY                                                           | dojrzewanie lub wczesna dojrzałość                                              | początkowo – dieta; dalej – pochodne sulfonylomocznika doustnie; insulina dla niektórych            |
| MODY 4  | opisana w 1997 r. wyjątkowo rzadko spotykanej mutacja IPF-1 (czynnik promotora insuliny). W przypadku homozygot istnieje ryzyko agenezji trzustki. | agenezja trzustki (homozygoty) | gen IPF1 – chromosom 13              | rzadka                                                                            | wczesna dojrzałość; również później                                             | pochodne sulfonylomocznika doustnie; insulina dla niektórych                                        |
| MODY 5  | mutacja HNF1-β | agenezja i torbielowatość nerek, inne wady układu moczowo-płciowego | gen TCF2 (syn. HNF1B) – chromosom 17 | rzadka                                                                            | dojrzewanie lub wczesna dojrzałość                                              | insulina; leczenie przyczynowe niewydolności nerek lub torbieli                                     |
| MODY 6  | opisana w 1999 roku mutacja genu NEUROD1/BETA2, produkt tego genu (czynnik transkrypcyjny Neuro D1) w połączeniu z IPF-1 przyłącza się do promotora genu insuliny | | gen NEUROD1/BETA2 – chromosom 2      | rzadka                                                                            | w czwartej dekadzie życia                                                       | insulina                                                                                            |
| MODY 7  | opisana w 2005 r. heterozygotyczna mutacja KLF11 (Kruppel-Like factor 11) | | gen KLF11 – chromosom 2              | rzadka                                                                            | dojrzewanie lub wczesna dojrzałość                                              | insulina                                                                                            |
| MODY 8  | odkryty w latach 2003 i 2006 r. zespół dysfunkcji trzustkowej, spowodowany przez delecje z przesunięciem ramki odczytu w dużej liczbie powtórzeń tandemowych genu CEL (Carboxyl-ester lipase gene – gen lipazy karboksyloestrowej)                                                                 | dysfunkcja trzustki w jej zewnątrzwydzielniczej części, włóknienie i metaplazja śluzowa miąższu trzustki                                                                  | gen CEL – chromosom 9                | rzadka                                                                            | dojrzewanie lub wczesna dojrzałość                                              | insulina                                                                                            |
| MODY 9  | specyficzna mutacja genu PAX4, odkryta u 46 mieszkańców Tajlandii w roku 2007 | | gen PAX4 – chromosom 7               | rzadka                                                                            | wczesna dojrzałość; również później                                             | insulina                                                                                            |
| MODY 10 | mutacja genu insuliny INS, odkryta w roku 2008 | cukrzyca bez otyłości, o łagodnym przebiegu | gen INS – chromosom 11               | rzadka                                                                            | wczesna dojrzałość; również później                                             | początkowo dieta, później doustne środki hipoglikemizujące i ewentualnie niskie dawki insuliny      |
| MODY 11 | odkryte w 2003 roku, a kompletnie rozpoznane genetycznie w 2009 roku przez zespół pod przewodnictwem Polaka, heterozygotyczne mutacje w genie BLK | cukrzyca, nadwaga lub otyłość (BMI ok. 28) | gen BLK – chromosom 8                | rzadka                                                                            | wczesna dojrzałość; również później                                             | dieta, ewentualnie u niektórych pacjentów insulina                                                  |

MODY 1, 3, 5 przebiegają ze znaczną hiperglikemią, zwłaszcza poposiłkową, wymagają leczenia insuliną kilka-kilkanaście lat po rozpoznaniu choroby. Opisano pozatrzustkowe manifestacje choroby związane z mutacjami w hepatocytowych czynnikach jądrowych. Są to np. zaburzenia lipidowe, tubulopatia nerkowa (np. pod postacią obniżenia progu nerkowego dla glukozy), wady rozwojowe nerek i macicy.

## Leczenie
Na podstawie danych z analizy dużych grup pacjentów z cukrzycą MODY można stwierdzić, że w 1/3 leczeni są oni dietą, 1/3 pochodnymi sulfonylomocznika, a w 1/3 insuliną. W typie MODY3 ze względu na znaczną wrażliwość na pochodne sulfonylomocznika przez wiele lat można z powodzeniem stosować leczenie tymi lekami.